# 弗拉德雷爾灣
弗拉德雷爾灣是南極洲的海灣，位於埃爾斯沃思地，處於維爾特半島和里德貝格半島之間，長約30公里、寬11公里，美國地質調查局根據測量和美國海軍空中照片被繪入地圖。
73°15′S 80°20′W / 73.250°S 80.333°W